# How To Be a Carioca
How To Be a Carioca é uma série de comédia brasileira produzida pela Moovie e Star Original Productions para a The Walt Disney Company. Baseado no livro de mesmo nome de 1992 de Priscilla Ann Goslin, a série foi criada por Carlos Saldanha, Diogo Dahl e Joana Mariani.

## Sinopse
A série mostra com muito humor e carinho "o jeito carioca de ser". Um verdadeiro manual de sobrevivência na Cidade Maravilhosa em que a cada episódio, um estrangeiro viverá uma aventura no melhor estilo “gringo” na tentativa de se adaptar à cultura local.

## Elenco
- Seu Jorge como Francisco
- Malu Mader como Solange
- Raquel Villar como Renata
- Débora Nascimento como Soraya
- Douglas Silva como Luiz Henrique
- Day Mesquita como Ana
- Mart'nália como Xerxes
- Dan Ferreira como Estacio
- Ahmad Kontar como Nabil
- Swell Ariel como Laila
- Heloísa Jorge como Karima
- Verónica Llinás [es] como Irene
- Andrea Frigerio [es] como Graciela
- Peter Ketnath como Mathias
- Dhu Moraes como Valentina
- Nego Ney como Silvio
- Lelis Twevekamba como Agostinho

## Produção
A série foi anunciada em 24 de junho de 2021 como parte dos conteúdos originais produzidos para o Star+. Em 20 de dezembro de 2021, foi anunciado o início das gravações da série. Em 28 de abril de 2022, foi anunciado que a série havia terminado sua gravação, com estreia prevista para 2023.